# Naamatallah Abi-Nasr
Naamatallah Abi-Nasr (né à Chnanir en 1936) est un homme politique libanais.
Originaire du Kesrouan (Liban), il est né à Chnaniir en 1936. Il est marié à Samia Fares et ont ensemble 3 enfants.
Il étudie le droit français et libanais à l’université Saint-Joseph de Beyrouth où il obtient le diplôme d'avocat en 1963.
Il s’inscrit dès le départ dans le champ de la droite chrétienne conservatrice. Après avoir brigué sans succès la présidence de la Ligue maronite face à l’ancien député Pierre Hélou, il fonde l’Union Chrétienne Démocrate.
Il s’est fait particulièrement connaître pour son implication contre le décret de naturalisation de 1994 qui a octroyé à des centaines de milliers de Palestiniens la nationalité libanaise. Ce décret fut annulé plus de 10 ans plus tard par le Conseil d’Etat.
De 1994 à 1997, il est secrétaire général de la Ligue Maronite.
En 2000, il est élu député maronite du Kesrouan sur la liste de l’ancien ministre Georges Frem. Il se rapproche vite de l’opposition parlementaire anti-syrienne mais conserve de bonnes relations avec le Président Émile Lahoud, dont il vote la reconduction en 2004.
Il prit part à la Révolution du Cèdre en 2005, se rapprochant avant les élections de juin du général Michel Aoun. C’est sur la liste de ce dernier qu’il se fera réélire en tant que député du Kesrouan. Il devient alors membre de l’opposition parlementaire, au sein du bloc de la Réforme et du Changement.
Depuis 2005, il est rapporteur de la commission de l’Agriculture et du Tourisme et membre de la commission de l’Administration et de la Justice.
Le 7 juin 2009, il est réélu député du Kesrouan au sein de la liste du Changement et de la Réforme, présidée par le général Michel Aoun.

## Sources
- (fr + nl) CPL en Belgique : Mouvement pour le Liban